# 加布里奥·卡萨蒂

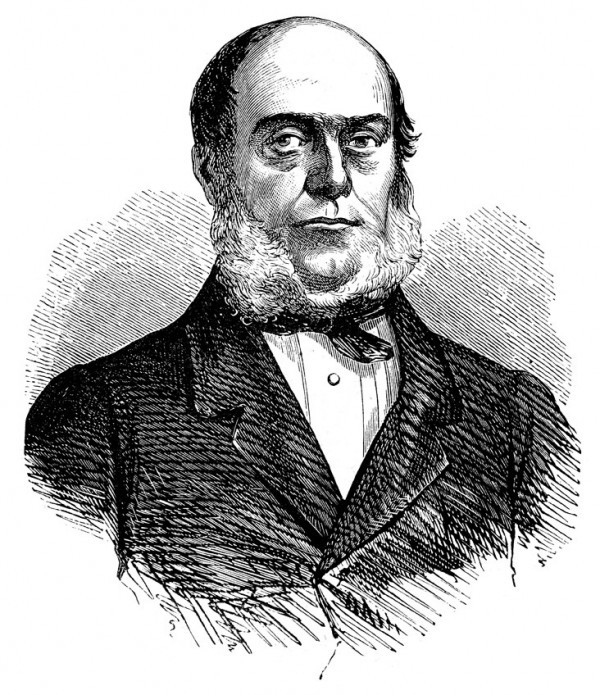
加布里奥·卡萨蒂

加布里奥·卡萨蒂，彭迪瓦斯卡伯爵（義大利語：Gabrio Casati, conte e barone di Pendivasca，1798年8月2日—1873年11月13日），意大利政治家、爱国主义者，曾担任撒丁王国首相、教育部长、米兰市长、意大利参议院议长。